# Baur (Wuppertal)
Baur ist eine Hofschaft im Stadtteil Ronsdorf der bergischen Großstadt Wuppertal in Nordrhein-Westfalen. Sie besteht aus zwei benachbarten Wohnplätzen.

## Lage und Geografie
Baur liegt nordwestlich des Ronsdorfer Zentrums im Wohnquartier Ronsdorf-Mitte/Nord südlich des Lichtscheids auf einer Höhe von 315 m ü. NHN. In Baur entspringt der Dornbach, einer der Quellzuflüsse der Gelpe.

## Geschichte
1426 wird „Buer“ erstmals urkundlich erwähnt. Die gleiche Schreibweise findet sich in der Topographia Ducatus Montani von Erich Philipp Ploennies, eine weitere Schreibweise der frühen Neuzeit lautet „Auf’m Bawer“.

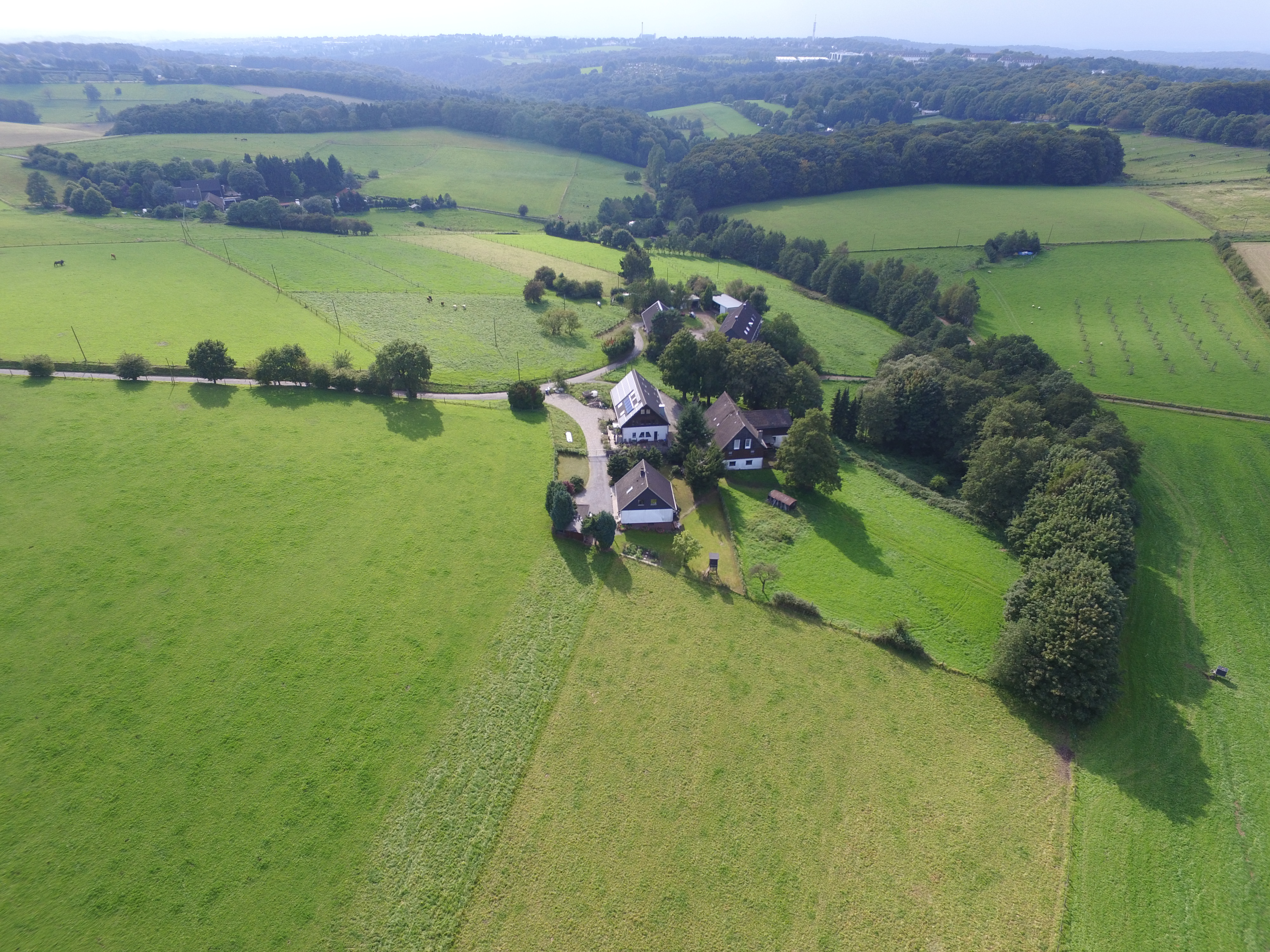
Die zwei alten Wohnplätze der Hofschaft. Bildmitte Aufm Baur, oben links Schultenbaur

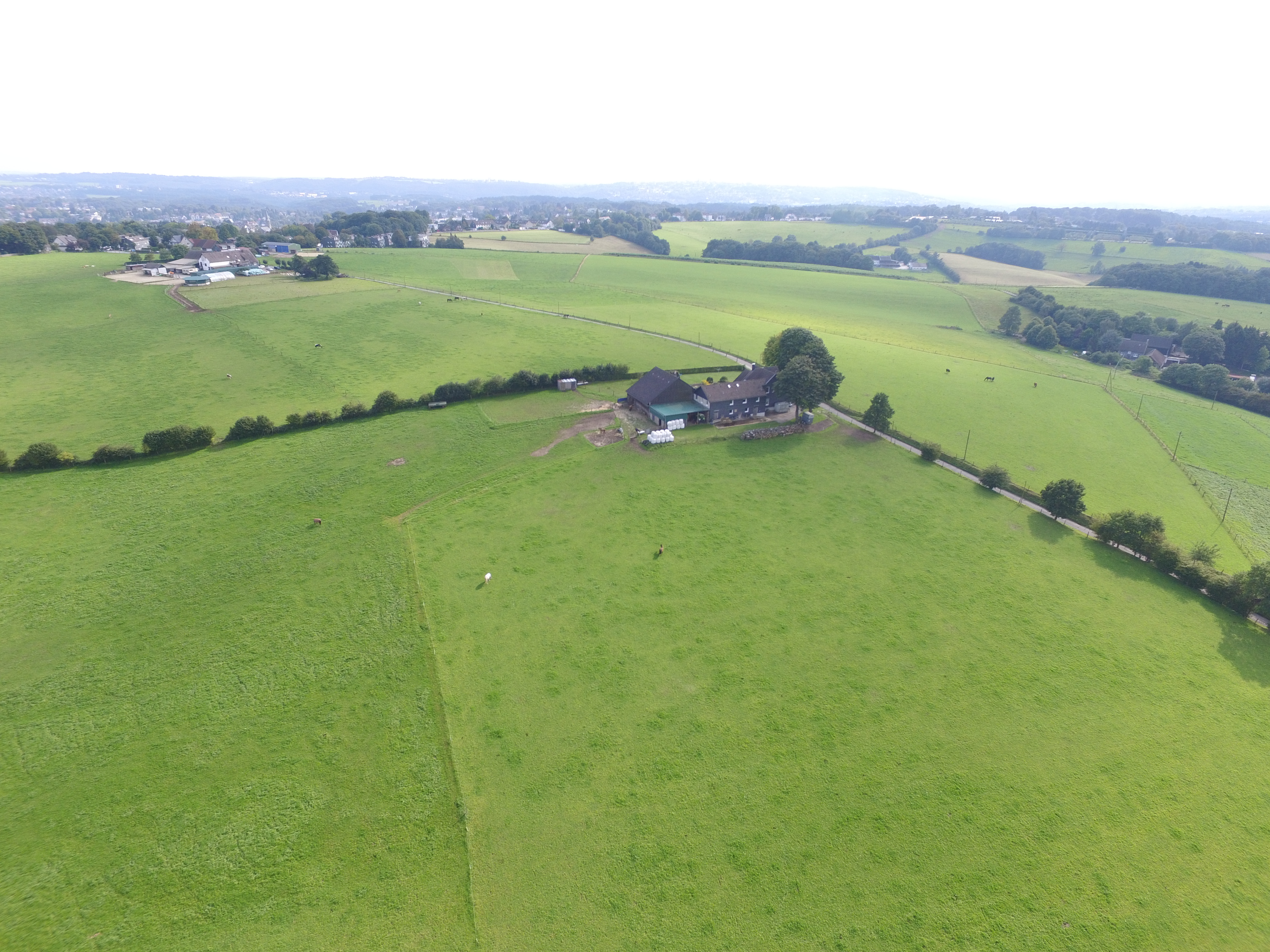
Der neue Wohnplatz (erstes Drittel 20. Jahrhundert), links dahinter Friedrichshöhe

Im Mittelalter lag Bauer an dem nördlichsten Punkt des Kirchspiels Lüttringhausen im bergischen Amt Beyenburg an der Grenze zu dem Amt Elberfeld.
Baur gehörte im Spätmittelalter und der frühen Neuzeit zur Honschaft Erbschlö, war aber nicht den bergischen Herzögen bzw. deren Beyenburger Amtmann abgabepflichtig, sondern unterstand nach einer Abgaben- und Dienstbefreiung durch Herzog Adolf von Jülich-Berg dem Kloster Steinhaus in Beyenburg. Vermutlich besaß Baur als Klostergut eine eigene Kapelle. Diese wird in der benachbarten Ortslage Kapellen angenommen.
Östlich und südlich von Baur verlief im Spätmittelalter die Elberfelder Linie der Bergischen Landwehr. Aus Urkunden des 18. Jahrhunderts ist der Baurer Schlagbaum in der Landwehr belegt, so dass man von einer größeren Bedeutung der Straße durch Baur ausgehen kann. 1710 wurden drei Häuser im Ort gezählt, der aufm Bawer genannt wurde.
Auf der Topographia Ducatus Montani des Erich Philipp Ploennies aus dem Jahre 1715 sind die beiden Höfe als Buer bzw. S.Buer verzeichnet. Auf der Topographischen Aufnahme der Rheinlande von 1824 sind die Orte als Aufm Bauer bez. Schulten Bauer verzeichnet. Auf der Preußischen Uraufnahme von 1843 sind beide als Baur verzeichnet.
1832 gehörte Baur zur Holthauser Rotte des ländlichen Außenbezirks der Stadt Ronsdorf. Der laut der Statistik und Topographie des Regierungsbezirks Düsseldorf als Weiler kategorisierte Ort besaß zu dieser Zeit sechs Wohnhäuser und vier landwirtschaftliche Gebäude. Zu dieser Zeit lebten 70 Einwohner im Ort, sieben katholischen und 63 evangelischen Glaubens. Im Gemeindelexikon für die Provinz Rheinland von 1888 werden fünf Wohnhäuser mit 75 Einwohnern angegeben.